# 認真SUNSHINE
「認真SUNSHINE（真剣SUNSHINE）」 是Hey!Say!JUMP的第16张单曲。於2016年5月11日由J Storm发售。

## 單曲成績
第16張單曲『認真SUNSHINE』首週售出26.7萬張，登上5月23日發布的oricon單曲週榜第一位，突破之前發售的第七張單曲 OVER 的銷售量。

## 收錄曲

### 初回限定盤1
CD
1. 真剣SUNSHINE（Maji SUNSHINE）
作詞：KOMU、作曲・編曲：原一博
高絲Suncut廣告歌曲
2. パーリーモンスター / Hey! Say! 7
作詞：MiNE、Komei Kobayashi、作曲：Andeas Ohrn、MiNE、川口進、Komei Kobayashi、編曲：Andeas Ohrn、川口進

DVD
1. 「真剣SUNSHINE」Video Clip & Making

### 初回限定盤2
CD
1. 真剣SUNSHINE（Maji SUNSHINE）
2. Speed It Up! / Hey! Say! BEST 
作詞：Taka Ruscar、作曲：STEVEN LEE、Anders Wigelius、Erik Wigelius、Drew Ryan Scott、編曲：Erik Wiggle's

DVD
1. 特典映像「第2回 ジャンジャン答えて!!ジャン！ジャン！JUMQ！」
第二屆 Hey! Say! JUMP 猜謎大會

### 通常盘

#### CD
1. 真剣SUNSHINE
2. We are 男の子! 
作詞・作曲：磯崎健史、編曲：山下洋介
東京電視台系列頻道「リトルトーキョーライフ(Little Tokyo Life)」片尾曲
3. Eve
作詞：Vandrythem、作曲・編曲：原一博
4. 真剣SUNSHINE(Original Karaoke)
5. We are 男の子!(Original Karaoke)
6. Eve(Original Karaoke)